# Рюкрим, Ульрих
Ульрих Рюкрим (Ulrich Ruckriem, 30 сентября 1938, Дюссельдорф, Германия) — немецкий художник.

## Биография и творчество
Рюкрим является крупнейшим немецким скульптором своего поколения, участник Документы 5, 7, 8 и 9. В 1978 он представлял Германию на Венецианской биеннале. Работы художника находятся в музейных коллекциях США и Европы, включая Tate Gallery, Лондон; Национальную Галерею, Берлин; Moderna Museet, Стокгольм; Музей современного искусства, Чикаго и Художественный институт Чикаго.
Ульрих Рюкрим родился в 1938 в Дюссельдорфе. С 1959 по 1961 он работал каменщиком в Кёльнском соборе, что наложило отпечаток на его скульптурные работы. Рюкрим путешествовал по Южной Европе, Марокко и Тунису в 1962. После своего возвращения он решил стать скульптором и поселился в Нерфенихе около Дюрена в 1963. Его первая персональная выставка состоялась годом позже в Leopold-Hoesch Museum в Дюрене.
Рюкрим разработал свой собственный метод в 1968. Рабочий материал и рабочий процесс становятся объектом работы по дублированию, расщеплению, вычитанию и незначительному изменению исходного материала. Скульптор переехал в Менхенглабдах в 1969, где делил студию с Blinky Palermo на старой фабрике. Его первая выставка с новыми каменными скульптурами прошла в тот же год в Galerie Konrad Fischer в Дюссельдорфе. Художник расширил диапазон материалов в конце 1970-х, он начал экспериментировать с гранитом, доломитом, деревом и железом.
Ульрих Рюкрим преподавал (был профессором скульптуры) в Hochschule fur Bildende Kunst, Гамбург (1975—1984) и в Kunstakademie, Дюссельдорф (1984—1987). Художник живёт и работает в Кёльне и Клонегале (Ирландия).

## Персональные выставки
| - 1964 Domgalerie, Кёльн - 1965 Leopold Hoesch Museum, Дюрен - 1967 Galerie Ad Libitum, Антверпен - 1968 Galerie Tobies & Silex, Кёльн - 1969 Galerie Ernst, Ганновер - 1969 Konrad Fischer, Дюссельдорф - 1970 «Steine und Eisen» Museum Haus Lange, Крефельд - 1970 Galerie Ricke, Кёльн - 1971 Kabinett fur Aktuelle Kunst, Бремерхафен - 1971 Galerie Ernst, Ганновер - 1971 Konrad Fischer, Дюссельдорф - 1971 Mayfair Gallery, Лондон - 1971 Galerie Paul Maenz, Кёльн - 1971 Videogalerie Gerry Schum, Дюссельдорф - 1972 Paula Cooper, Нью-Йорк - 1972 «14 x 14» Staatliche Kunsthalle, Баден-Баден - 1973 Kunsthalle, Тюбинген - 1973 Städtisches Museum, Мёнхен-Гладбах - 1974 Kunstverein, Франкфурт - 1974 Kunstraum, Мюнхен - 1974 Galerie Presig, Базель - 1974 Galerie Paul Maenz, Кёльн - 1974 Konrad Fischer, Дюссельдорф - 1975 Lisson Gallery, Лондон - 1975 Galerie Preisig, Базель - 1975 Galerie Durand-Dessert, Париж - 1975 Art & Project, Амстердам - 1976 Museum of Modern Art, Оксфорд - 1977 Stedelijk van Abbemuseum, Эйндховен - 1977 Konrad Fischer, Дюссельдорф - 1977 Galerie Klein, Бонн - 1978 Hetzler + Kelder, Штутгардт - 1978 Museum Folkwang, Эссен - 1978 Städtisches Kunstmuseum, Бонн - 1978 Galerie Erhard Klein, Бонн - 1978 Венецианская биеннале - 1979 Kunsthalle, Билефельд - 1979 Kabinett fur Aktuelle Kunst, Бремерхафен - 1979 Westfälischer Kunstverein, Мюнстер - 1979 Stichting Eindhoven, Эйндховен - 1979 Sperone Westwater Fischer, Нью-Йорк - 1979 Greme Murray Gallery, Эдинбург - 1979 Galerie Durand-Dessert, Париж - 1979 Mannheimer Kunstverein - 1980 Konrad Fischer, Дюссельдорф - 1980 Kunstraum, Мюнхен - 1980 Galerie Hetzler, Штутгардт - 1980 Galerie Klein, Бонн - 1981 Fort Worth Art Museum, Форт-Уэрт - 1981 Konrad Fischer, Цюрих - 1982 Nordenhake Gallery, Мальмё - 1983 Centre Georges Pompidou, Париж - 1983 Raum für Kunst, Гамбург | - 1984 Konrad Fischer, Дюссельдорф - 1984 Städtische Galerie am Städel, Франкфурт - 1984 Hamburg Sculpture Project - 1984 Produzentengalerie, Гамбург - 1984 Kamakura Gallery, Токио - 1985 Galerie Wilkens and Jacobs, Кёльн - 1985 Westfalisches Landesmuseum, Мюнстер - 1985 Kasseler Kulturhaus, Кассель - 1985 Galerie Erhard Klein, Бонн - 1986 Konrad Fischer, Дюссельдорф - 1986 Rijksmuseum Kröller-Müller, Оттерло - 1986 Galerie Löhrl, Мёнхенгладбах - 1986 Kunstverein Freiburg - 1987 Donald Young Gallery, Чикаго - 1987 Kolnischer Kunstverein, Кёльн - 1987 Städtisches Museum Abteiberg, Мёнхенгладбах - 1987 Victoria Miro & Graeme Murray, Лондон - 1987 Galerie Wilkens and Jacob, Кёльн - 1987 Galerie Klein, Бонн - 1987 Kunstsammlung Nordrhein-Westfalen, Дюссельдорф - 1987 Halle von Ulrich Rückriem, Кёльн - 1988 Jean Bernier, Афины - 1988 Emmerich-Baumann, Цюрих - 1988 Hoffman Borman Gallery, Санта Моника - 1988 Donald Young Gallery, Чикаго - 1988 Niederosterreichische Landesgalerie, Вена - 1988 «From Stone to Stone» Deipenheim, Нидерланды - 1988 Halle der Stadelschule in der Daimlerstrasse, Франкфурт - 1988 Galerie Wilkens & Jacobs, Кёльн - 1988 Galerie Tschudi, Гларус - 1989 Palacio de Cristal, Centro Nacional de Exposiciones, Reina Sofia, Madrid - 1989 The Barn, Clonegal, Ireland - 1989 Brooke Alexander Gallery, New York - 1989 Konrad Fischer Gallery, Dusseldorf - 1989 Galerie Nordenhake, Stockholm - 1989 Galerie Erhard Klein, Bonn - 1989 Edition Schellmann, Munich - 1989 Galerie Tschudi, Glarus - 1989 Galerie Durant-Dessert, Paris - 1990 «Ulrich Ruckriem: Recent Sculptures» The Krannert Art Museum, Шампейн, Иллинойс - 1990 Galerie Gräesslin-Ehrhardt, Frankfurt - 1990 °C. Grimaldis Gallery, Балтимор - 1990 Galerie Silvia Menzel, Берлин - 1990 The Henry Moore Sculpture Trust, Галифакс, Англия - 1990 Alfonso Artiaco, Неаполь - 1990 Halle Daimlerstrabe, Франкфурт - 1990 Galerie Sven Heier, Кёльн - 1990 Galerie Tschudi, Glarus - 1991 Jean Bernier, Афины | - 1991 Centre d’Art Contemporain, Женева - 1991 Kunstmuseum Winterthur - 1991 Galerie Durand-Dessert, Париж - 1991 Galerie Tschudi, Glarus - 1991 Serpentine Gallery, Лондон - 1992 Galerie Durand-Dessert, Париж - 1992 Galerie Jule Kewenig, Frechen-Bachem - 1992 Kunsthalle Esplanade, Ingolstadt - 1992 Documenta IX, Bauhutte Zeche Zollverein, Эссен - 1992 Galerie Reckermann, Кёльн - 1992 Galerie Tshudi, Glarus, Schwein - 1993 Kirkstall Abbey, Leeds, England - 1993 Fundació Espai Poblenou, Барселона - 1993 Halle Zeche Zollverein, Эссен - 1994 Ägyptisches Museum, Берлин-Шарлоттенбург - 1994 Galerie Sfeir-Semler, Kiel - 1994 Galerie Tschudi, Glarus - 1994 Halle Romnerskirchen Sinsteden - 1995 Lenbachhaus, Мюнхен - 1995 Institut fur Auslandsbeziehungen, Бонн - 1995 Galeria Luis Serpa, Лиссабон - 1996 Galerie Durant-Dessert, Париж - 1996 Galerie Tschudi, Galrus - 1997 Stedelijk Museum, Амстердам - 1997 Galerie Erhard Klein, Munstereifel - 1997 Kulturzentrum Sinsteden - 1997 Galerie Ace Contemporary Exhibitions, Лос-Анджелес - 1997 Ace Gallery, Нью-Йорк - 1998 Galerie Nordenhake, Стокгольм - 1998 Neue Nationalgalerie, Берлин - 1998 Piepenbrock Preis für Skulptur, Берлин - 1999 Kunstverein, Dortmund, Germany - 2000 Neues Museum, Нюрнберг, Германия - 2001 «Kunstraum 21», Кёльн - 2001 Inverleith House, Royal Botanic Garden Edinburgh, Эдинбург - 2001 «Ulrich Ruckriem: New Works», Gallagher Gallery, Royal Hibernian Academy, Дублин - 2001 Museum für Zeitgenössische Kunst, Вильнюс - 2001 Rheinischer Kulturpreis der Sparkassen Kulturstiftung, Rheinland, Germany - 2002 Kunstmuseum Bonn, Bonn, Germany - 2003 Gemeentemuseum, The Hague, Netherlands - 2003 Galerie Kewenig, Кёльн - 2003 GambarognoArte, Lugano, Switzerland - 2004 New National Gallery, Берлин - 2004 Stiftung Wilhelm Lehmbruck Museum, Duisburg, Germany - 2004 «Zentrum internationaler Skulptur und Quadrat Bottrop», Yorkshire Sculpture Park, Йоркшир, Англия - 2004 Donald Young Gallery, Чикаго |